# Ист
Ист је острво у Јадранском мору, на хрватском делу Јадрана.
Налази се 21 наутичку миљу северозападно од Задра. Величине је 9,65 km² и има око 200 сталних становника.
Ист је дуги низ година омиљено одредиште наутичара, ронилаца и риболоваца. Окружен бројним острвцима и хридима привлачи туристе жељне авантуре, али и оне у потрази у тихим и безбрижним одмором. На острву се налази истоимено место, са две врло добро опремљене трговине, два кафића, три ресторана и једном пицеријом. Оно што привлачи велики број туриста из свих делова Европе је занимљив изглед у облику две спојене поткове прошаране дубоким пешчаним увалама. Због тих природних лепота, богате историје и гостољубивости домаћина, сваког се лета број људи који се налазе на Исту многоструко повећа.

## Историја Иста
Први се пут Ист спомиње 1311. године под називом ОСТ, а 1527. г. се спомиње под именом ИСТО. Назив је илирског порекла, а његово је значење непознато. Хрвати су ту затекли староседеоце Романе, од којих су преузели данашње називе за ртове и острвца око Иста: Фунестрала, Клунда, Маврела, Скривадица, Туртула, Пендуљ итд. Валерије је 1579. г. забележио да је црква Св. Николе у Исту подређена жупнику Молата, а 1603. г. за Приулијева похода Ист је саставни део капеланије Запунтела подређеног Молату. Запунтелски капелан сваке друге недеље долази на Ист да целебрира, а понекад држи због болесника еухаристију у цркви Св. Николе. Тада су се Ишћани укопавали у запунтелском гробљу. Почетком XVIII века Ист се отцепио и постао самостална жупа. Први се жупник спомиње 1729. г. Из тог је доба сачуван глагољски кодекс „Либар од кризме и Душ“ (1721-1825).

## Становништво
Захарија Валарессо 1527. г. извешћује да Ист има 95 житеља, а код Приулија налазимо да је 1603. г. бројао 17 огњишта, 59 особа од причести, свих становника 100. Године 1754. има 205 становника. Надбискуп Караман забележио је 1760. г. 20 кућа са 183 житеља. 1818. г. има 215 особа, а Новак је 1825. г. установио 36 породица, 60 деце, свих становника 230. Године 1857. има 332, 1881. г. 409, а 1931. г. 476 становника. После следи пад: 1948. г. 466 становника, а 1953. г.456.

### Важније године и догађаји
- Од 1890. г. Ишћани почињу ићи у навигацију на велике шкуне. Тих се година почиње ићи у Америку са циљем зараде новаца за изградњу кућа. Већина тамо остаје 6 до 8 година. Масовнији одлазак био је од 1905. до 1910. г. После повратка многи Ишћани купују бродове (једрењаке и моторне једрењаке). Ист 1928—1940. г. има највећу морнарицу у Далмацији по тонажи (17 бродова од 120 до 650 тона носивости).
- Основна школа постоји од 1880. г. и то у истој згради у којој је и данас.
- Пољопривредна задруга је основана 1912. г., а исте године се оснива Народна читаоница "Људевит Гај". 1941. г. се довршава данашња зграда „Дома културе“. 1925. г. се оснива тамбурашки збор.
- У јесен 1940. г. довршен је водовод од цистерне до Братског двора.
- Главну риву је саградила Аустроугарска, а продужена је 1947. г.
- Пошта са телеграфом постоји од почетка Првог светског рата, а 1983. г. је направљена зграда у којој је данас пошта и Амбуланта.
- 1958. г. се гради зграда са електричним дизел агрегатом, док се струја са копна доводи 1966. г.
- Нова Црква Св. Николе је саграђена 1856. г. На брду Стража је црква Госпе од здравља (познатија као црква Госпе од снига), изграђена око 1800. г., а дограђена 1930. г.